# 양주시의회
양주시의회는 경기도 양주시 지역을 관할하는 기초의회이다.